# I'm Outta Time
«I'm Outta Time» es una canción compuesta y escrita por Liam Gallagher, vocalista de la banda de rock Inglesa Oasis, perteneciente al séptimo álbum de estudio de la banda, Dig Out Your Soul. La canción es el segundo sencillo del disco luego del lanzamiento de "The Shock of the Lightning", vio la luz el 1 de diciembre de 2008. La canción se colocó en el puesto 12 del UK Singles Chart, el primer sencillo de la banda que no entraría en el top 10 desde 1994, pero fue el puesto No.1 en los UK Indie Chart, es la canción más afamada de su respectivo álbum.
La canción es una de las favoritas de los fanes, así como también de la banda. Respecto a esto, Noel Gallagher la describió como "engañosamente brillante" También recibió elogios de parte de la crítica, la revista inglesa NME, la describió como "una bella y hermosa balada".
El tema contiene un extracto de la última entrevista concedida por John Lennon al periodista Andy Peebles de BBC Radio 1 el 6 de diciembre de 1980, dos días antes de su muerte.:

"As Churchill said, it’s every Englishman’s inalienable right to live where the hell he likes. I said, what, do you think it’s gonna vanish? It’s not going to be there when I get back?"

(Como dijo Churchill, es el derecho inalienable de cada inglés vivir donde quiera. Dije, qué, ¿crees que va a desaparecer? ¿No va a estar allí (por Inglaterra) cuando regrese?)

## Estilo musical
La canción suena muy similar al trabajo de John Lennon a principios de los 70. Hay partes del tema en que el piano suena muy similar al de "Jealous Guy" y "A Day in the Life" de The Beatles. Esto es intencional, de hecho el tema es un tributo de Liam Gallagher a John Lennon. Liam bromea, broma que muchos han tomado como serias declaraciones, diciendo que le tomó como nueve años terminar de escribir la canción.

## Video musical
El videoclip de esta canción fue lanzado de manera promocional el 6 de noviembre de 2008. Liam es el único miembro de la banda que aparece en él, está filmado en blanco y negro. Según la banda es "un viaje surreal a través de un paisaje inglés a la luz de la luna"

## Versiones
Lily Allen realizó un cover de la canción el 2 de diciembre de 2009 en el BBC's Live Lounge

## Lista de canciones
CD single (RKIDSCD55)

| N.º   | Título                                               | Duración |  |
| 1.    | «I'm Outta Time»                                     | 4:12     |  |
| 2.    | «I'm Outta Time» (Remix)                             | 6:15     |  |
| 3.    | «The Shock of the Lightning» (The Jagz Kooner Remix) | 6:40     |  |
| 17:07 |                                                      |          |  |

CD single Japón (SICP 2163)

| N.º   | Título                                                     | Duración |  |
| 1.    | «I'm Outta Time»                                           | 4:11     |  |
| 2.    | «I'm Outta Time» (Remix)                                   | 6:13     |  |
| 3.    | «To Be Where There's Life» (Neon Neon Remix)               | 4:21     |  |
| 4.    | «Waiting For The Rapture» (Alt. Version #2)                | 3:00     |  |
| 5.    | «To Be Where There's Life» (A Richard Fearless Production) | 6:29     |  |
| 24:14 |                                                            |          |  |

Descarga digital (RKID55DB5)

| N.º   | Título                           | Duración |  |
| 1.    | «I'm Outta Time» (Album Version) | 4:10     |  |
| 2.    | «I'm Outta Time» (Remix)         | 6:12     |  |
| 3.    | «I'm Outta Time» (Demo)          | 4:00     |  |
| 14:22 |                                  |          |  |

Vinilo de 7" (RKID55)

| N.º  | Título                                       | Duración |  |
| 1.   | «I'm Outta Time»                             | 4:02     |  |
| 2.   | «To Be Where There's Life» (Neon Neon Remix) | 4:12     |  |
| 8:14 |                                              |          |  |

Vinilo de 7" Remixes (RKID55X)

| N.º   | Título                                               | Duración |  |
| 1.    | «I'm Outta Time» (Remix)                             | 5:56     |  |
| 2.    | «The Shock of the Lightning» (The Jagz Kooner Remix) | 6:37     |  |
| 12:33 |                                                      |          |  |

Vinilo promocional de 12" (RKID55TP)

| N.º   | Título                   | Duración |  |
| 1.    | «I'm Outta Time»         | 4:12     |  |
| 2.    | «I'm Outta Time» (Remix) | 5:56     |  |
| 10:08 |                          |          |  |

CD promocional Reino Unido #1 (RKIDSCD55P)

| N.º  | Título                        | Duración |  |
| 1.   | «I'm Outta Time» (Radio Edit) | 3:50     |  |
| 3:50 |                               |          |  |

CD promocional Reino Unido #2 (none)

| N.º  | Título                          | Duración |  |
| 1.   | «I'm Outta Time» (Radio Edit 2) | 3:46     |  |
| 3:46 |                                 |          |  |

CD promocional Estados Unidos (PRO-CDR-517432)

| N.º  | Título                              | Duración |  |
| 1.   | «I'm Outta Time» (Radio Edit)       | 3:48     |  |
| 2.   | «I'm Outta Time» (Remix Radio Edit) | 4:15     |  |
| 8:03 |                                     |          |  |

## Posición en las listas
| Listas (2008)            | posición |
| ------------------------ | -------- |
| UK Indie Chart           | 1        |
| Hot 100 Singles Sales    | 9        |
| UK Singles Chart         | 12       |
| European Hot 100 Singles | 25       |
| European Airplay Top 100 | 32       |
| Italian Singles Chart    | 41       |
| French Singles Chart     | 48       |
| German Singles Chart     | 62       |